# Czaplice (powiat gryficki)
Czaplice – osada w północno-zachodniej Polsce położona w województwie zachodniopomorskim, w powiecie gryfickim, w gminie Karnice.
Według danych pod koniec 2004 roku osada miała 34 mieszkańców.
W latach 1946–1998 miejscowość administracyjnie należała do województwa szczecińskiego.